# Younous Omarjee
Younous Omarjee (Saint-Denis, Riunione, 30 settembre 1969) è un politico francese, originario dell'isola della Riunione.
Membro del partito di sinistra La France Insoumise, è europarlamentare dal 2012 e presidente della commissione per lo sviluppo regionale del Parlamento europeo dal 2019

## Biografia
Nel 2009 si candida per la prima volta alle elezioni europee nella circoscrizione dei territori d'oltremare nella lista "Alleanza d'oltremare", lista unica formata dall'alleanza di diversi partiti di sinistra dei territori d'oltremare come il Partito comunista di Riunione e il Partito socialista della Guyana Francese. Risulta primo dei non eletti ed entra al Parlamento europeo nel 2012, subentrando al dimissionario Élie Hoarau.
Nel 2014  si ricandida nella lista "Unione per l'oltremare", altra lista che raggruppava diverse formazioni di sinistra dei territori di Riunione, Guyana francese, Nuova Caledonia e Mayotte. La formazione ottiene il 18,24% dei voti nella circoscrizione Oltremare (24,74% nella ripartizione Oceano Indiano) e Omarjee viene rieletto
Nel 2019 con il cambio della legge elettorale per le europee che aveva abolito le circoscrizioni e istituito una collegio elettorale unico nazionale si candida nelle liste di La France Insoumise. Il partito ottiene 6 seggi sui 79 spettanti alla Francia e Omarjee, quarto in lista, viene rieletto. Dopo le elezioni viene nominato presidente della commissione per lo sviluppo regionale del Parlamento europeo, divenendo il primo parlamentare dei territori d'oltremare a presiedere una commissione europea.